# Gagea graeca
Gagea graeca là một loài thực vật có hoa trong họ Liliaceae. Loài này được (L.) Irmsch. miêu tả khoa học đầu tiên năm 1863.